# Wybory parlamentarne w Kambodży w 2018 roku
Wybory parlamentarne w Kambodży odbyły się 29 lipca 2018 roku. Zakończyły się zdobyciem przez rządzącą Kambodżańską Partia Ludowa wszystkich 125 miejsc w Zgromadzeniu Narodowym. Ze względu na brak silnej opozycji, część społeczności międzynarodowej uznała wybory za nierówne i nieuczciwe, oraz mające na celu wzmocnienie jedynowładztwa rządzącej partii.

## Wyniki

Wyniki wyborów z podziałem na okręgi

Według oficjalnych wyników Kambodżańska Partia Ludowa wygrała w każdej prowincji i każdym mieście.
| Partie                               | %      | Liczba mandatów |
| ------------------------------------ | ------ | --------------- |
| Kambodżańska Partia Ludowa (CPP)     | 76,85  | 125             |
| FUNCINPEC                            | 5,89   | –               |
| Liga Partii Demokratycznych          | 4,89   | –               |
| Partia Woli Khmerów                  | 3,35   | –               |
| Khmerska Narodowa Zjednoczona Partia | 1,56   | –               |
| Oddolna Partia Demokratyczna         | 1,11   | –               |
| Partia Socjaldemokratyczna Ula       | 0,88   | –               |
| pozostałe ugrupowania                | 5,47   | –               |
| Łącznie (frekwencja: 83,02%)         | 100,00 | 125             |

## Kontrowersje
O bojkot wyborów zaapelowała główna siła opozycyjna w kraju, Partia Narodowego Ocalenia Kambodży, która została w listopadzie 2017 roku zdelegalizowana przez Sąd Najwyższy, a jej przywódca Kem Sokha aresztowany pod zarzutem zdrady stanu. Mimo tego, partia rządząca ostrzegała, że bojkotujący będą uznani za zdrajców, co według komentatorów mogło przyczynić się do wysokiej frekwencji (83.02%). Głosowanie i sam proces erozji demokracji w Kambodży skrytykowały również Stany Zjednoczone i Unia Europejska.